# Boston Public Garden

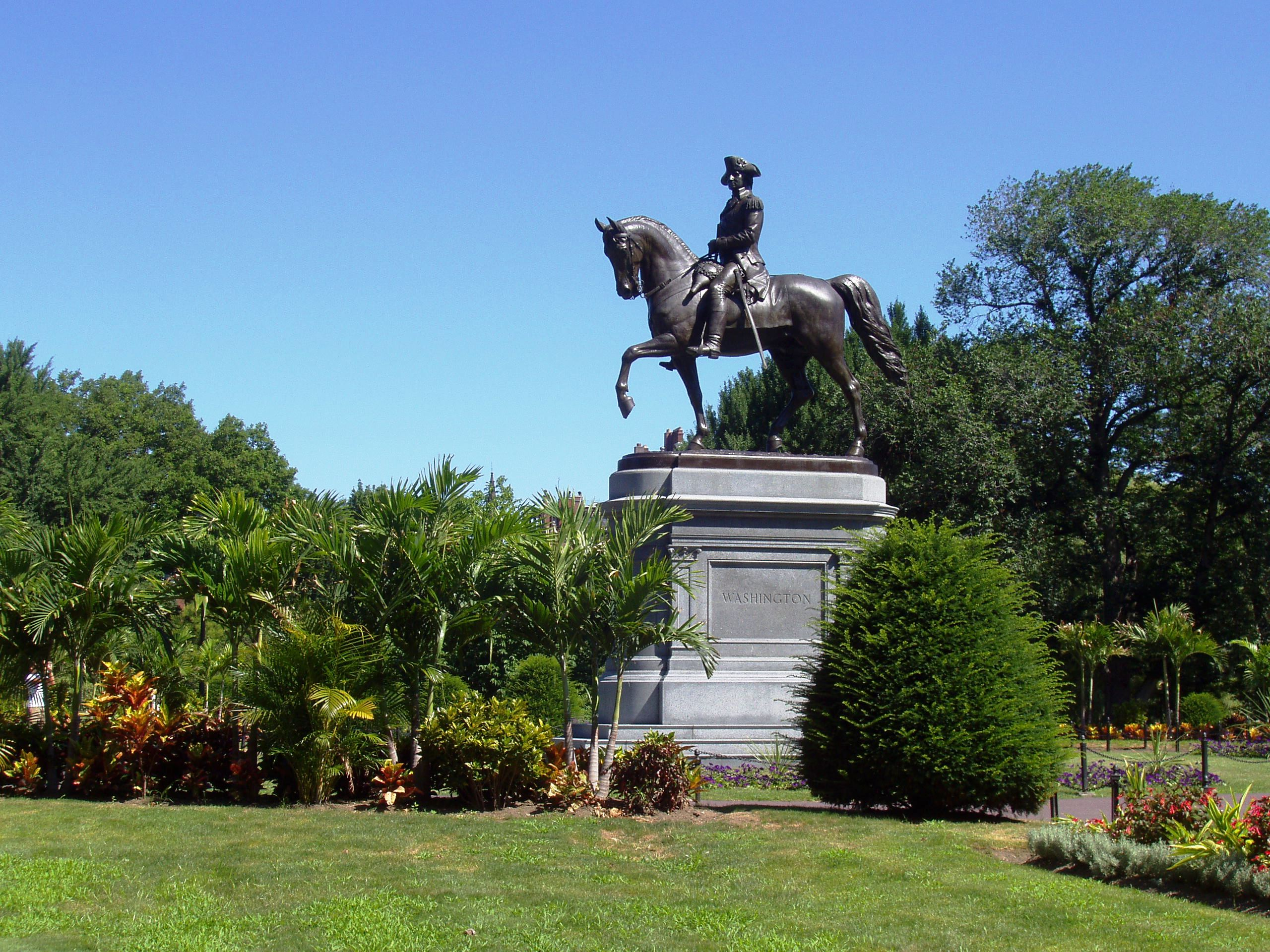
Statue équestre de George Washington.

Le Boston Public Garden est l'une des deux parties d'un grand parc du centre de Boston, dans le Massachusetts. L'autre partie est le Boston Common.

Le Boston Public Garden. Novembre 2019.

Le Public Garden a été créé en 1859 et son pont piétonnier construit en 1866.

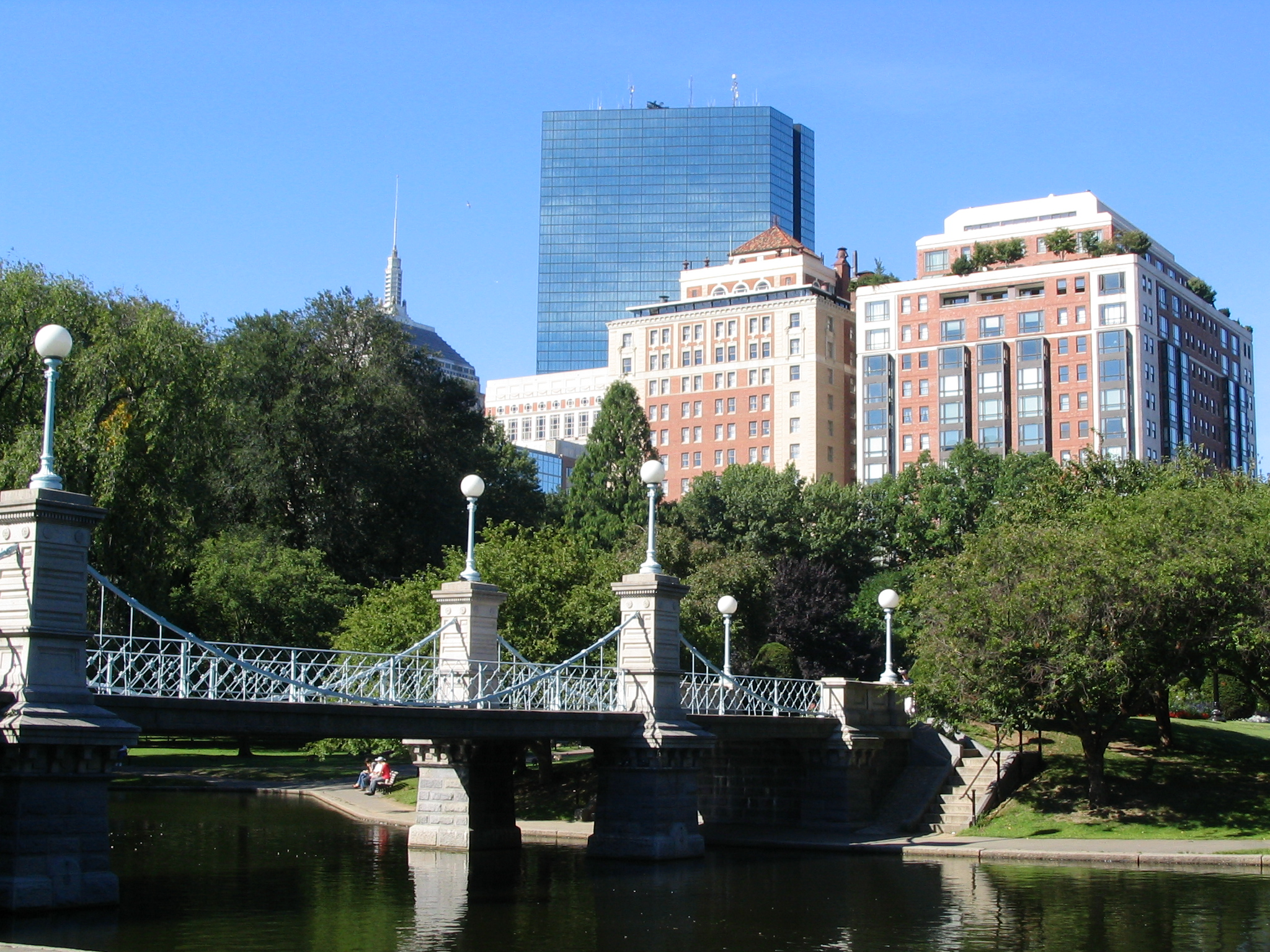
Le Public Garden date du XIXe siècle alors que le Common, adjacent, date du XVIIe siècle.

Le parc contient notamment une fontaine dont la sculpture Boy and Bird a été créée en 1934 par Bashka Paeff (en), une immigrante juive qui étudia au Massachusetts College of Art and Design vers 1907 et à l'École du Musée des Beaux-Arts (Tufts) (en) en 1914. La sculpture est en bronze et représente un garçonnet accroupi avec un oiseau dans sa main.
La chanson Twilight in Boston de Jonathan Richman fait référence à ce jardin.